# Erioptera luteiclavata
Erioptera luteiclavata är en tvåvingeart som beskrevs av Alexander 1932. Erioptera luteiclavata ingår i släktet Erioptera och familjen småharkrankar. Inga underarter finns listade i Catalogue of Life.